# Rafael Ladrón de Guevara Ortiz de Urbina
Rafael Ladrón de Guevara Ortiz de Urbina   (Vitòria, 3 d'octubre de 1952) va ser un ciclista basc, que fou professional entre 1977 i 1983. La victòria més important que aconseguí fou a la Volta a La Rioja. Com a amateur va prendre part en els Jocs Olímpics de Mont-real de 1976, en la prova de ruta.

## Palmarès
Palmarès.
- 1977
  - 1r a la Volta a La Rioja i vencedor d'una etapa
  - 1r al GP Cuprosan
- 1978
  - 1r al Memorial Santi Andia
- 1979
  - Vencedor d'una etapa a la Volta a Cantàbria
- 1980
  - Vencedor d'una etapa a la Volta a Andalusia

### Resultats a la Volta a Espanya
- 1977. 18è de la classificació general
- 1978. Abandona
- 1979. 34è de la classificació general
- 1980. 37è de la classificació general
- 1981. Abandona

### Resultats al Giro d'Itàlia
- 1980. 41è de la classificació general

### Resultats al Tour de França
- 1979. Abandona (3a etapa)